# Марко Ди Вајо
Марко Ди Вајо (итал. Marco Di Vaio; Рим, 15. јул 1976) бивши је италијански фудбалер.
Плодан голгетер, у својој дугој клупској каријери, Ди Вајо је постигао преко 200 лигашких голова док је играо за неколико клубова, углавном у Италији, као и у Француској, Шпанији и Канади. На међународном нивоу, Ди Вајо је представљао фудбалску репрезентацију Италије на Европском првенству 2004. године.

## Трофеји
Салернитана
- Серија Б (1) : 1997/98.

Парма
- Куп Италије (1) : 2001/02.
- Суперкуп Италије (1) : 1999.

Јувентус
- Првенство Италије (1) : 2002/03.
- Суперкуп Италије (1) : 2003.
- Лига шампиона : финале 2002/03.

Валенсија
- Суперкуп Европе (1) : 2004.

Монтреал импакт
- Првенство Канаде (2) : 2013, 2014.